# Course à la direction du Parti québécois de 2001
La course à la direction du Parti québécois de 2001 a pour but d'élire le chef du Parti québécois à la suite de la démission de Lucien Bouchard, le 11 janvier 2001.
Seul candidat annoncé, Bernard Landry est élu par acclamation le 3 mars 2001 à Saint-Hyacinthe.

## Contexte
Lucien Bouchard démissionne de la présidence du parti pour des motifs familiaux le 11 janvier 2001 en annonçant qu'il quittera ses fonctions de premier ministre avec l'élection du nouveau chef. Puisque le Parti québécois forme alors le gouvernement, le nouveau chef deviendra également premier ministre.

## Candidats

### Candidatures officielles
- Bernard Landry, vice-premier ministre du Québec et député de Verchères, annonce sa candidature le 21 janvier 2001[2]. Il devient officiellement candidat le 23 février 2001[3].

### Candidatures pressenties
- Pauline Marois, députée de Taillon
- François Legault, député de Rousseau

### Candidats désistés
- Jean Ouimet, militant écologiste et souverainiste, qui se retire de la course le 25 février 2001[4].